# Luis Ernesto Castro
Luis Ernesto Castro (Montevideo, 1921. július 31. – Montevideo, 2002. december 17.) uruguayi válogatott labdarúgó.
Az uruguayi válogatott tagjaként részt vett az 1942-es és az 1945-ös Dél-amerikai bajnokságon, illetve az 1954-es világbajnokságon.

## Sikerei, díjai
Nacional
- Uruguayi bajnok (7): 1939, 1940, 1941, 1942, 1943, 1946, 1947.

Uruguay
- Dél-amerikai bajnok (1): 1942

## Külső hivatkozások
- Luis Ernesto Castro – a FIFA adatbázisában
- Luis Ernesto Castro a National-football-teams.com oldalon